# 建構法學
建構法學是法律語言學的一個子學科。它主要基於Friedrich Müller的著作「建構法學（Strukturierende Rechtslehre）」。

## 基本概念
法律語言學是法學和語言學的混合體。建構法學將法律語言視為自然語言，其中包含專業語言的元素。然而，專業語言的可理解性是有限的，建構法學認為這一事實是問題的根源，並試圖通過語言學研究來改進它。因此，它處理了語言和法學的未解之謎，將語言視為伴隨著情境性行為規則的過程。建構法學還研究：
- 解決法律案件的法律專業人士的語言行為
- 法律文本對法律決策的影響程度
- 法律工作的規則和結構
- 法律行為主體的文本工作方式
- 法律情節如何從日常語言描述中產生[1]

## 建構法學之方法
建構法學方法通常被稱為實用主義，因為它傾向於觀察現實情況，而不是抽象理論建構。建構法學是描述性的，並發展立法程序的典型程序。其不是演繹的，因此不從理論推斷出特定現象，而是實證地觀察和研究錯誤或需要修改的現象。其研究了在理解規範文本和宣佈裁判之間的「階段」。它不是依賴抽象概念，而是始終將規範文本的意義視為其情境化行動背景中的一部分。

## 與語用學的關聯
建構法學還涉及到與語用學相關的理論，並且經常參考這些理論。特別是言語行為理論受到關注。該理論認為，當個體（「說話者」）使用語言時，總是在行動。它區分了言語行動和敘述的內容。言語行動描述了發話者發送消息時的實際意圖，而內容涉及言語的表達方式。言語行為理論表明，說話者無論是否故意或有意識，總是在行動。

## Friedrich Müller的建構法學
在60年代，Friedrich Müller與其他語言學家、法學家和他的學生共同創立了建構法學；參與研究的還包括Ralph Christensen、Bernd Jeand'Heur、Dietrich Busse、Michael Sokolowski和Rainer Wimmer等人。該學科的見解和理論主要體現在同名書籍以及一些學術論文中。Gast對該著作的概要如下：
- 在介紹部分主要闡述了將法學和語言學相結合的困難，因為尤其是在當時，但即使在今天，法學界對於語言學在優化法律工作中的作用仍然存在低估。
- 主要部分根據Gast的說法分為四個不同的單個研究，這些研究探討了

```
a) 實際語義和法律解釋之間的接觸點,

b) 批評法律實證主義

c) 對法律文本意義的語言學研究和

d) 規範文本與情節之間的關係
```